# Simon Slåttvik
Simon Slåttvik (n. 24 iulie 1917, Valnesfjord, Nordland, Norvegia – d. 3 mai 2001, Comuna Lillehammer, Oppland, Norvegia) a fost un sportiv ce a reprezentat Norvegia, medaliat olimpic. A participat la o ediție a Jocurilor Olimpice (1952) în care a câștigat o medalie de aur.

## Participări
Lista de mai jos prezintă principalele competiții la care a participat Simon Slåttvik de-a lungul carierei.
- Nordic combined at the 1952 Winter Olympics[*]